# Elecciones estatales de Perlis de 1964
Las elecciones estatales de Perlis de 1964 tuvieron lugar el 25 de abril del mencionado año con el objetivo de renovar los 12 escaños de la Asamblea Legislativa Estatal, que a su vez investiría a un Menteri Besar (Gobernador o Ministro Principal) para el período 1964-1969, a no ser que se realizaran elecciones anticipadas en ese período. Al igual que todas las elecciones estatales perlisianas, tuvieron lugar al mismo tiempo que las elecciones federales para el Dewan Rakyat de Malasia a nivel nacional.
Al igual que en todas las elecciones celebradas en Perlis, la Alianza compuesta por la Organización Nacional de los Malayos Unidos (UMNO) y la Asociación China de Malasia (MCA), obtuvo una victoria aplastante con el 60.90% del voto popular y 11 de los 12 escaños. En segundo lugar quedó el Partido Islámico Panmalayo (PAS), principal fuerza opositora del estado, que logró arrebatar al oficialismo el escaño restante y obtener el 37.13% de los votos en el estado. El Frente Socialista de los Pueblos Malayos (MPSF), representado en Perlis por el Partido Popular, presentó solo un candidato, Wan Khazim bin Wan Din, y obtuvo 547 votos, que representaron el 1.52% de los sufragios válidos en el estado. Un candidato independiente, Ahmad bin Bakar, recibió 164 votos (0.46%), sin lograr resultar electo. La participación fue del 81.77% del electorado registrado.
Con este resultado, el Menteri Besar incumbente, Sheikh Ahmad Mohd Hashim, de la UMNO, fue reelegido para un segundo mandato.

## Resultados
|  | 48.72 % |

|  | 75.00 % |

|  | 12.18 % |

|  | 16.67 % |

|  | 60.90 % |

|  | 91.67 % |

|  | 37.13 % |

|  | 8.33 % |

|  | 1.52 % |

|  | 0.00 % |

|  | 1.52 % |

|  | 0.00 % |

|  | 0.46 % |

|  | 0.00 % |

|  | 94.62 % |

|  | 5.38 % |

|  | 100.00 % |

|  | 81.77 % |